# Kiss Antal (politikus)
Kiss Antal (Székesfehérvár, 1969. augusztus 16. –) bölcsész, teológus, fejlesztéspolitikus, miniszteri biztos 2014-től.

## Tanulmányai
1987-ben érettségizett az esztergomi Temesvári Pelbárt Ferences Gimnáziumban. 
1997-ben végzett teológusként a Ferences Hittudományi Főiskolán. 
A teológia tanulmányok mellett 1994 és 1996 között Századvég és századforduló speciális tanulmányokat folytatott a Pázmány Péter Katolikus Egyetem Bölcsészettudományi Karán. Ugyanitt szerezte meg 2001-ben a magyar nyelv és irodalom, valamint a kommunikációs szakos bölcsész diplomát, majd 2004-ben a kommunikáció PhD-abszolutóriumot.

## Szakmai és üzleti tevékenysége – stratégiai és kommunikációs tanácsadói munkái, könyvkiadás
1996-tól vezeti saját stratégiai tanácsadó ügynökségét.
1998–2002 között kommunikációs főtanácsadóként dolgozott a Szociális és Családügyi Minisztériumban, az Ifjúsági és Sportminisztériumban, valamint a Miniszterelnöki Hivatalban. Mindemellett a Megyei Jogú Városok Szövetségének sajtó- és PR-tanácsadói feladatait is ellátta. 1999-ben az Esztergomi Várszínház PR- és sajtófőnöke volt. 2002-ben a Duna Televízió, 2003-ban a Magyar Televízió társadalmi kurátora.
2002-ben Schmitt Pál független főpolgármester-jelölt sajtófőnöke és PR-tanácsadója volt, segítette az új fővárosi, polgári gondolat megjelenését. Emellett a Tisza-tavi fesztivál PR és kommunikációs igazgatói feladatait is ellátta.
2002 őszétől Orbán Viktor tanácsadójaként aktívan közreműködött a Polgári Körök létrehozásában, tagja lett a Szövetség a Nemzetért Polgári Körnek, majd a szervezet sajtófőnöke és egyik szervezője lett.
2003-ban a Fidesz MPSZ elnöki kabinet média- és kommunikációs főtanácsadója. Megbízatása a szövetség új média- és kommunikációs stratégiájának felépítésére és kivitelezésére szólt.
2004–2006 között Esztergom Város Önkormányzata és az Ister-Granum Eurorégió PR- és kommunikációs főtanácsadójaként megtervezte és kialakította a város, valamint a régió marketingjét, a város arculatát és weboldalát, kidolgozta PR-stratégiáját. Tevékenységéhez kapcsolódik az első magyar eurorégió brüsszeli bemutatása.
2004-ben a sümegi Hotel Kapitány PR-tanácsadója.
2005-ben Schmitt Pál európai parlamenti képviselő PR-főtanácsadója, feladata a választási kampány kommunikációjának megtervezése és irányítása volt.
2006-ban a Magyar Olimpiai Bizottság PR-tanácsadója.
2006 és 2008 között a Zala Springs Resort/Exclusive Balaton Ltd., valamint a FlyBalaton Repülőtér PR- és kommunikációs igazgatója.
2008 és 2010 között ügynöksége jeles magyar sportemberekről (Grosics Gyula, Zsivótczky Gyula, Bozsik József) szóló könyvsorozatot jelentetett meg, amelyért a MOB médiadíjával tüntették ki.
2010 és 2012 között a Köztársasági Elnöki Hivatalban az elnök főtanácsadójaként dolgozott.

## Közéleti tevékenysége és fejlesztéspolitikusi szerepe
2010-ben megalapította a Hét Határ Határon Átnyúló Önkormányzati Szövetséget.
2009 és 2010 között Piliscsaba nagyközség alpolgármestere volt. Hatékony közreműködésével akkori értéken közel egy milliárd forint értékű fejlesztés került Piliscsabára.
Átvette az akkor éppen a megszűnés előtt levő Piliscsabai Cserkész Lovas Egyesület lovardáját, melyet mára az országos iskolai lovasoktatás egyik mintaértékű helyszínévé fejlesztett, ahol rászoruló, hátrányos helyzetű fiatalokat is oktatnak. 
Kezdeményezője volt a hatvanadik évfordulón felállított piliscsabai emlékműnek is, melynek avatóbeszédét is tartotta.  Erre az alkalomra saját szerkesztésében, Gadácsi János rádiós újságíróval hangoskönyvet szerkesztett, melyet minden iskolás gyermek megkapott. Kezdeményezésére, tervei alapján és adományával épült meg Piliscsabán a Nemzeti Összetartozás Emlékműve, családja öntette Székelyudvarhelyen erdélyi összetört harangokból hozzá az „Összetartozás harangját”. Miniszteri biztosként hathatós szakmai közreműködésével elkészült a település belső fő közlekedési útjának rekonstrukciója, két jelentős csomópont, a klotildligeti vasútállomás rekonstrukciója, valamint a helyi szakiskola sportcsarnokának teljeskörű felújítása. 
2011 és 2014 között a Magyar Országgyűlés Alapítvány A Magyar Nemzeti Közösségek Európai Érdekképviseletéért (HUNINEU) brüsszeli irodavezetője. 2013-tól a Nemzetstratégiai Kutatóintézet főtanácsadója, majd 2014-től a Nemzeti Fejlesztési Minisztérium közvetlen közösségi forrásokkal kapcsolatos koordinációs feladatok ellátásáért felelős miniszteri biztosa. 
Fejlesztéspolitikai szakértőként közreműködött a Fly Balaton Airport kialakításában, javaslatára nevezték el a korszerű várót Puskás Ferencről.
Kezdeményezésére a határ menti települések vezetői létrehozták a máig is működő „Héthatár Határon Átnyúló Önkormányzati Szövetséget”. 
Vezetésével mutatkozott be az Európai Parlamentben az Ister-Granum és a Muránia Eurorégió. 
A Nemzeti Fejlesztési Miniszter felkérésére kidolgozta a közvetlen brüsszeli források aktív lehívásának rendszerét. Miniszteri biztosként megalapította a Magyar Fejlesztési Központot, melynek 2014-től kezdődően az ügyvezető igazgatója. Fejlesztéspolitikai szakértőként feladatának és egyben küldetésének tartja, hogy a minden magyarul beszélő – éljen a Kárpát-medence bármely pontján – eligazodjon a közvetlen támogatású, uniós pénzügyi források rendszerében és sikerrel induljon a pályázatokon. Felépítette az Európában is egyedülálló anyanyelvű pályázatfigyelő oldalt, melyen közel 4000 pályázatot helyeztek el. A tématerülethez önálló oktatási rendszert épített ki, közel 200, államilag elismert oklevelet adtak ki. A javaslatára létrehozott LIFE önerőalapnak köszönhetően, valamint a cég által menedzselt nyertes pályázatoknak köszönhetően, 15 milliárd forintnyi forrás érkezett az országba, a cég saját projekt és szolgáltatási bevétele több mint 800 millió forint volt.

## Nemzetpolitikai szerepvállalásai
Kiss Antal a nemzeti egység elkötelezett munkatársaként minden vállalt feladatában segítette a határon túli magyarokat. Politikai kampányok tanácsadója, tevékeny szervezője, továbbképzések résztvevője.
A Parlament brüsszeli HUNINEU irodájának vezetőjeként a magyarságot soha nem kisebbségként, hanem egységes közösségként képviselte az Európai Unió fővárosában. Az ott képviseletet fenntartó autonómiák jó gyakorlatait követve segítette a Székely Nemzeti Tanács jogos autonómia törekvéseit. 
Schmitt Pál köztársasági elnök nemzetpolitikai főtanácsadójaként készítette elő az államfő szomszédos országokba történő utazásait, épített hidakat, kereste a szomszédos országok képviselőivel a párbeszéd lehetőségét. A közvetlen brüsszeli forrásokért felelős miniszteri biztosként a határon túli közösségekben több száz főnek tartott kollégáival előadást.  

## Sportvezetői eredményei
A sportszervezés területén települési szinten éppúgy igyekezett a közösséget szolgálni, mint az országos olimpiai szakszövetség vezetőjeként.
- A Magyar Rögbi Szövetség több tagjának felkérésére 2016-ban elvállalta a szervezet vezetését, annak a mai napig elnöke. Az első öt évben a sportág szintet lépett az európai térben, sportdiplomáciai munkájának köszönhetően a Rugby Europe-tól négy éven keresztül megkapta Magyarország az olimpiai hetes rögbi 24 csapatos Trophy Európa Bajnokság rendezésének jogát. Munkájának köszönhetően felépült Magyarország első rögbi stadionja a Kincsem Parkban, vidéken nyolc helyszínen újult meg a sportág infrastruktúrája.
- A Magyar Olimpiai Bizottság tagja (mikor?)
- A Piliscsabai Cserkész, Lovas, Kulturális, Szabadidős- és Sportegyesület (PCSLE) alapítója
- A Piliscsabai Atlétikai és Futball Club Sportegyesület elnöke (mikor?)
- Az FTC öregfiúk csapatának igazolt játékosa volt (mikor?), hobbija mai is a labdarúgás, valamint a terepfutás

## Médiatevékenysége
Az 1990-es évek második felétől kezdődően a mai napig rendszeresen publikál.  
Napi Magyarország napilapban kezdte meg publicisztikai munkáját, írásai máig értékállóak. Dolgozott az Új Ember (katolikus hetilap), az Új Magyarország és a Napi Magyarország (független napilapok) újságírójaként. 
1996-ban alapította a Pázmány Campus egyetemi havilapot, melynek 2000-ig főszerkesztője volt. A lap alapítójaként törekedett a katolikus egyetem és Piliscsaba együttműködésére. 
1998-2000 között a Piliscsabai Polgár főszerkesztőjeként dolgozott.  
2000-ben a Duna Televízió szerkesztő-riportereként és műsorvezetőjeként dolgozott, számos magazinanyag és értékőrző műsor készítése mellett, nevéhez fűződik a Csillag és kereszt című dokumentumfilm, amely a Vatikán és magyar egyház aktív részvételéről szól a magyar zsidóság mentésében. 1996-ban a Duna Televízió szakkommentátoraként közvetítette a magyarság kiemelkedő közösségi eseményét, a csíksomlyói búcsút. 
Szerkesztői munkája mellett 2002-től több éven át tagja volt a Magyar Televízió kuratóriumának is. A „Keresztlécen” című film kreatív producereként az utolsó pillanatban tudták bemutatni az Aranycsapat legendás kapusa, Grosics Gyula életművét Kálomista Gáborral közösen készített dokumentarista alkotásukban. 
A Magyar Hírlap egyik legolvasottabb szerzője, írásaiban szenvedélyes európai kereszténydemokrataként a polgári, nemzeti értékek elkötelezett őrállója.  

## Szerkesztői tevékenysége
A Polgári Körök 2003-ban kiadott évkönyvének szerkesztője volt.
Az Európai Parlament alelnökének tanácsadójaként szerkesztette meg a „Huszonöt tornyú vár meséi” című kötetét, melyben az akkori EU tagállamok egy-egy emblematikus népmeséjét gyűjtötte egybe egy keretmesébe ágyazva. 
Nógrádi László miniszter kérésére szerkesztette meg és rendezte nyomda alá „Zala Vármegye Bortörténetét”. 
Sporttörténeti szempontból hiánypótló sorozatot szerkesztett legendás olimpikonjainkról, melyet a Magyar Olimpiai Bizottság „Média-díj”-jal tüntetett ki. Ennek első kötete volt „A Grosics”, mely nagy történelmi adósságot törlesztett, a 2006-os év egyik sikerkönyve lett, ezt követte a „Bozsik”, majd Varga Zoltán könyve, a híres középtávfutó aranygenerációt bemutató kötet, valamint a Zsivóczky Gyuláról és Kulcsár Győzőről kiadott könyvek.
A SOSZ elnökének felkérésére a Sportegyesületek Országos Szövetségének 30 éves kötetének szerkesztője.
Ötvenedik születésnapjára megjelenő, ötven írását tartalmazó „L” című könyve mellett feleségével, Hettyey Ágotával a 2019-ben végig zarándokolt El Camino után „El Camino Breviárium” címmel saját fotóival imádságos kötetet szerkesztett. 

## Karitatív tevékenysége
Az egyik első munkatársa volt az 1980-as évek értelmi és testi fogyatékosokat nyaraltató, mára legendássá vált sörédi tábornak. 
A polgári körök szervezése idején számos jótékonysági gyűjtést segítője, szervezője. 
A piliscsabai lovardában szociálisan súlyosan sérült, hátrányos helyzetű gyerekeknek alakított ki iskolai keretek között lovasoktatási programot, nagycsaládosoknak kedvezményes rendszerű sportolást. 
A Magyar Fejlesztési Központ vezetőjeként a cég CSR – társadalmi felelősségvállalás programjaként a kárpátaljai Verbőc és Feketepatak református óvodáinak fejlesztését jelölte meg. Az ő és munkatársainak önkéntes adományai révén több mint 3 millió Forint került a magyar közösséghez. 
Saját adományaként a „Tripartitum” hasonmás kiadását adományozta dísz-szekrényben Verbőczy István szülőfaluja Református Gyülekezetének. 
Feleségével, Ágotával, kezdeményezői és máig folytatói az általuk alapított Mária Országa Imaközösség „Ima Magyarországért” mozgalmának. Idén (mikor?) egy évig ezt az imádságot Mindszenty József szentté avatásáért végzik. Ebbéli kezdeményezése okán keresték meg a fehérkőlápai turistaház üzemeltetői, hogy segítsen felépíteni „Az emberi élet szentségének és méltóságának Gyümölcsoltó Boldogasszony” kápolnáját. A feladatot elvállalva dolgozik az adományok összegyűjtésén és a munkálatok megszervezésén.

## Publikációi
- Ferenc pápa sebeket gyógyított - Magyar Nemzet, 2019. július 9.
- https://magyarnemzet.hu/velemeny/ferenc-papa-sebeket-gyogyitott-7098332/
- Kire szavazzon a keresztény ember? – Magyar Hírlap, 2018. április 3.
- http://magyarhirlap.hu/cikk/114641/Kire_szavazzon_a_kereszteny_ember
- Országok uniója vagy polgárok közössége? – Magyar Idők, 2017. szeptember 20.
- https://magyaridok.hu/belfold/orszagok-unioja-vagy-polgarok-kozossege-2240278/
- Schmitt Pál lemondása és ami mögötte van – Mandiner, 2012. április 6.
- http://mandiner.hu/cikk/20120406_schmitt_pal_lemondasa_es_ami_mogotte_van

## Egyéb tevékenysége
- A Pilinszky János Társaság alapító tagja
- A romániai magyar kisebbség jószolgálati nagykövete (Erdély)
- A ferences gimnáziumok Alumni Egyesületének alelnöke

## Családja
Házas, 5 gyermek édesapja